# Гелберг
Гелберг (њем. Gehlberg) општина је у њемачкој савезној држави Тирингија. Једно је од 44 општинска средишта округа Илм. Према процјени из 2010. у општини је живјело 707 становника. Посједује регионалну шифру (AGS) 16070017.

## Географски и демографски подаци
Гелберг се налази у савезној држави Тирингија у округу Илм. Општина се налази на надморској висини од 720 метара. Површина општине износи 20,4 km². У самом мјесту је, према процјени из 2010. године, живјело 707 становника. Просјечна густина становништва износи 35 становника/km².

## Међународна сарадња
| Мјесто    | Држава   | Врста сарадње | Од    |
| --------- | -------- | ------------- | ----- |
| Лилехамер | Норвешка | партнерство   | 1993. |
| Извор     |          |               |       |